# Омотэсандо (станция)
Станция Омотэсандо (яп. 表参道駅 омотэсандо: эки) — железнодорожная станция на линиях Гиндза, Хандзомон и Тиёда, расположенная в специальном районе Минато в Токио. Станция обозначена номером C-04 на линии Тиёда, G-02 на линии Гиндза и Z-02 на линии Хандзомон. На станции установлены автоматические платформенные ворота.

## История
Станция была открыта 18 ноября 1938 года под названием Станция Аояма-Рокутёмэ как конечная станция линии Гиндза. 20 декабря был открыт участок линии от данной станции до станции Сибуя. 16 сентября 1939 года станция сменила своё название на Дзингумаэ. Открытие платформ линии Тиёда 20 октября 1972 года, послужило поводом к смене названия станции на «Омотэсандо» (так как на новой линии появилась станция под названием Мэйдзи-Дзингумаэ, расположенная гораздо ближе к самому храму). Платформы линии Хандзомон были открыты 1 августа 1978 года.

## Планировка станции
Станция располагается на трёх подземных уровнях:
- B1: Платформы линий Гиндза и Хандзомон, две платформы островного типа и 4 пути.
- B2: Холл станции и турникеты.
- B3: Платформа линии Тиёда, одна платформа островного типа и 2 пути.

| 1 | ○ Линия Тиёда     | Ёёги-Уэхара ・ (Линия Одавара ・ Линия Тама) Каракида                                        |
| 2 | ○ Линия Тиёда     | Отэмати ・ Кита-Сэндзю ・ Аясэ ・ (JR East Линия Дзёбан) Мацудо ・ Касива ・ Абико ・ Торидэ |
| 3 | ○ Линия Хандзомон | Сибуя ・ (Линия Дэнъэнтоси)Тюо-Ринкан                                                        |
| 4 | ○ Линия Гиндза    | Сибуя                                                                                        |
| 5 | ○ Линия Гиндза    | Акасака-Мицукэ ・ Гиндза ・ Уэно ・ Асакуса                                                  |
| 6 | ○ Линия Хандзомон | Отэмати ・ Осиагэ ・ (Линия Исэсаки) Куки ・ (Линия Никко) Минами-Курихаси                   |

## Близлежащие станции
| «                |  | Линия           |  | »            |
| ---------------- |  | --------------- |  | ------------ |
| Сибуя            |  | Линия Гиндза    |  | Гайэммаэ     |
| Мэйдзи-Дзингумаэ |  | Линия Тиёда     |  | Ногидзака    |
| Сибуя            |  | Линия Хандзомон |  | Аояма-Иттёмэ |